# Hugh McSherry
Hugh McSherry (* 1. Februar 1852 in Longhgilly, Vereinigtes Königreich Großbritannien und Irland; † 19. April 1940) war ein britischer römisch-katholischer Geistlicher und Bischof.
McSherry wurde um 1875 zum Priester für das Erzbistum Armagh geweiht. Papst Leo XIII. ernannte ihn am 2. Juni 1896 zum Titularbischof von Iustinianopolis in Galatia und Koadjutor-Apostolischen Vikar vom Kap der guten Hoffnung, Eastern District. Am 2. August 1896 spendete ihn Kardinal Michael Logue, Erzbischof von Armagh, die Bischofsweihe. Mitkonsekratoren waren Thomas Nuity, Bischof von Meath, und Thomas McGivern, Bischof von Dromore. Am 1. Oktober 1896 starb Pietro Strobino und McSherry folgte als Apostolischer Vikar nach. Am 15. Dezember 1938 nahm Papst Pius XI. seinen Rücktritt als Apostolischer Vikar an und ernannte ihn zum Titularerzbischof von Amorium.